# Order Zasługi Naukowej i Kulturalnej Gabrieli Mistral
Order Zasługi Naukowej i Kulturalnej Gabrieli Mistral (hiszp. Orden al Mérito Docente y Cultural Gabriela Mistral) – trzecie odznaczenie chilijskie przyznawane obywatelom Chile i cudzoziemcom, którzy wyróżnili się wybitnym wkładem w rozwój edukacji, kultury i nauki, przez chilijskiego ministra edukacji.

## Klasy orderu
Order dzieli się na trzy klasy:
- Wielki Oficer (Gran Oficial)
- Komandor (Comendador)
- Kawaler lub Dama (Caballero lub Dama)